# 庫亞維地區彼得庫夫
庫亞維地區彼得庫夫是波蘭的城鎮，位於該國中部，由庫亞維-波美拉尼亞省負責管轄，面積9.76平方公里，該鎮第一間教堂在1331年被燒毀，2006年人口4,509。
52°33′N 18°30′E / 52.550°N 18.500°E